# Антонія Томас
Анто́нія Ла́ура То́мас (англ. Antonia Laura Thomas; 3 листопада 1986, Лондон) — британська акторка ямайського походження. Найбільше відома ролями на телебаченні, зокрема за роллю Аліши Деніелс у комедійно-фантастичному телесеріалі «Покидьки» від телеканалу E4. Пізніше виконала  ролі Еві Дуглас у серіалі «Згадати всі зв'язки» та доктора Клер Браун у серіалі «Хороший лікар».

## Біографія
Народилася 3 листопада 1986 року в лондонському боро Луїсгем. У дитинстві займалася живописом. Навчалася у «Брістольській театральній школі Олд Вік». У 2009 здобула ступінь бакалавра. Після отримання бакалавра акторка приєдналася до «Національного театру молоді», з яким вона гастролювала.

## Кар'єра
Відразу по закінченню театральної школи, 2009 року, Антонію було запрошено на роль Аліши Деніелс, одної з головних героїв серіалу «Покидьки». 
У 2010 виконала роль у фільмі «Стенлі Парк» та міні-серіалі «Безодня». Під час зйомок у «покидьках» актриса була номінована на премію «Золотої німфи» у категорії «найкраща жіноча роль у драмі». Залишила телесеріал наприкінці 2011 року,.
У 2012 зіграла роль другого плану в міні-серіалі «У тилу», а також невелику роль у повнометражній кінокомедії «Спайк Айленд». З'явилася у музичному кліпі гурту Coldplay, на пісню «Charlie Brown». 
У 2013 виконала роль другого плану в романтичному мюзиклі «Сонце над Литом» за роль у якому отримала номінацію на премію Empire, у категорії «найкраща жінка-новачок», а також малопомітну роль у фільмі «Привіт Картер». 
У 2014-2018 знімалася у головній ролі в телесеріалі «Згадати всі зв'язки». 
З 2015 по 2018 брала участь у ролі оповідача у телесеріалі «Телепузики». У тому ж 2015 з'явився у кліпі на пісню «C'est la Vie» гурт Stereophonics. 
З 2017 по 2022 виконувала роль доктора Клер Браун у серіалі «Хороший лікар». 
У 2020 виконала головну роль у фільмі «І все це в літній день», за цю роль Томас була номінована на премію Британського міського кінофестивалю в категорії «найкраща жіноча роль». 
У 2022 виконала головну роль у фільмі жахів «Відлюдник».
У 2022 виконала головну роль у комедійному міні-серіалі «Несплячі».
У 2024 виконала головну роль у фільмі «Сіністер: Сімейне прокляття», а також короткометражному фільмі «Несучий вітер».

## Фільмографія

### Акторська фільмографія
| Рік       |    | Українська назва               | Оригінальна назва                    | Роль                                                                              |
| --------- | -- | ------------------------------ | ------------------------------------ | --------------------------------------------------------------------------------- |
| 2009—2013 | с  | Покидьки                       | Misfits                              | 21 серія. Аліша Деніелс (англ. Alisha Daniels)                                    |
| 2010      | кф | Стенлі Парк                    | Stanley Park                         | Сейді (англ. Sadie)                                                               |
| 2010      | с  | Безодня                        | The Deep                             | 3 серії. Медді (англ. Maddy)                                                      |
| 2012      | ф  | 8 хвилин простою               | 8 Minutes Idle                       | Адрієнн (англ. Adrienne)                                                          |
| 2012      | с  | Домашній фронт                 | Homefront                            | 6 серій. Таша Рейвлі (англ. Tasha Raveley)                                        |
| 2012      | ф  | Острів Спайк                   | Spike Island                         | Ліза (англ. Lisa)                                                                 |
| 2013      | ф  | Сонце над Літом                | Sunshine on Leith                    | Івонна (англ. Yvonne)                                                             |
| 2013      | ф  | Привіт, Картер                 | Hello Carter                         | Міша (англ. Mischa)                                                               |
| 2014      | с  | Флемінґ                        | Fleming                              | 2 серії. Джазова співачка (англ. jazz singer)                                     |
| 2014      | ф  | Гібрид                         | The Hybrid                           | Штайнманн (англ. Steinmann)                                                       |
| 2014—2018 | с  | Згадати всі зв’язки            | Lovesick                             | 22 серії. Евелін «Еві» Дуглас (англ. Evelyn «Evie» Douglas)                       |
| 2014      | ф  | Північний Соул                 | Northern Soul                        | Анжела (англ. Angela)                                                             |
| 2014      | с  | Перевізник                     | Transporter: The Series              | Епізод «Діва» (англ. The Diva). Феррара (англ. Ferrara)                           |
| 2014      | кф | Повітря                        | Air                                  | Алекс (англ. Alex)                                                                |
| 2015      | с  | Мушкетери                      | The Musketeers                       | Епізод «Добрий зрадник» (англ. The Good Traitor). Самара (англ. Samara)           |
| 2015      | тф | Ковчег                         | The Ark                              | Сабба (англ. Sabba)                                                               |
| 2015      | ф  | Вціліла                        | Survivor                             | Наомі Розенбаум (англ. Naomi Rosenbaum)                                           |
| 2015      | кф | Залізничний острів             | Isla Traena                          | Д (англ. D)                                                                       |
| 2016      | с  | Кошмарні світи Герберта Веллса | The Nightmare Worlds of H. G. Wells  | 1 серія. Ізабель Геррінґей (англ. Isabel Harringay)                               |
| 2016      | с  | Іскра                          | Spark                                | Пін Джонс (англ. Pin Jones)                                                       |
| 2016      | ф  | Первісток                      | FirstBorn                            | Чарлі (англ. Charlie)                                                             |
| 2016      | кф | Розрив                         | Breaking                             | Анна (англ. Anna)                                                                 |
| 2016      | кф | Роботи                         | The Works                            | Джульєт (англ. Juliet)                                                            |
| 2017—2022 | с  | Хороший лікар                  | The Good Doctor                      | 78 серій. Доктор Клер Браун (англ. Dr. Claire Browne)                             |
| 2017      | ф  | Дзеркало заднього виду         | Rearview                             | Нікі (англ. Nicky)                                                                |
| 2017      | кф | Гомер                          | Homer                                | Лексі (англ. Lexi)                                                                |
| 2018      | с  | Уривки: моменти з життя жінок  | Snatches: Moments from Women’s Lives | Епізод «Переломний момент» (англ. Tipping Point). Леоні (англ. Leonie)            |
| 2020      | кф | Слово «Свобода» дуже солодка   | Freedoms Name Is Mighty Sweet        | Люсіль Гантер (англ. Lucille Hunter)                                              |
| 2020      | с  | Голос змін                     | Small Axe                            | Епізод «Червоний, білий і синій» (англ. Red, White and Blue). Ґретл (англ. Gretl) |
| 2020      | ф  | Все в літній день              | All on a Summer's Day                | Нікі (англ. Nicky)                                                                |
| 2022      | с  | Підозрюваний                   | Suspect                              | 8 серій. Майя (англ. Maia)                                                        |
| 2022      | ф  | Відлюдник                      | Anacoreta                            | Антонія (англ. Antonia)                                                           |
|           | с  |                                | Still Up                             | Проєкт серіалу оголошено, у виробництві. Ліза (англ. Lisa)                        |
|           | ф  | Минуле життя                   | Past Life                            | Проєкт фільму оголошено, у виробництві                                            |
|           | ф  |                                | The Bagman                           | Проєкт фільму оголошено, у виробництві. Каріна (англ. Karina)                     |

### Озвучування
| Рік       |    | Українська назва            | Оригінальна назва                   | Роль |
| --------- | -- | --------------------------- | ----------------------------------- | --- |
| 2015—2018 | с  | Телепузики                  | Teletubbies                         | 120 серій. Оповідач                                                                                                   |
| 2019—2022 | мс | Тука та Берті               | Tuca & Bertie                       | |
| 2022      | мс | Дивовижний світ Міккі Мауса | The Wonderful World of Mickey Mouse | Епізод «Чудова зима Міккі Мауса» (англ. The Wonderful Winter of Mickey Mouse)                                         |
| 2022      | мс | Firebuds                    | Firebuds                            | Епізод «Болотний погром/Мистецтво дружби» (англ. Marsh Mayhem/The Art of Friendship). Міс Кулідж (англ. Ms. Coolidge) |